# Râul Valea lui Francisc
Râul Valea lui Francisc este un curs de apă, afluent al râului Porumbele. 

## Hărți
- Harta județului Covasna
- Harta Munții Bodoc-Baraolt  Arhivat în 29 ianuarie 2014, la Wayback Machine.